# جراهوویت
جراهوویت (به ارمنی: Ջրահովիտ) یک شهر در ارمنستان است که در استان آرارات واقع شده‌است. جراهوویت در  کیلومتری شمال آرتاشات، مرکز استان آرارات واقع شده است.

## خصوصیات
جراهوویت ۱٬۱۲۱ نفر جمعیت دارد و در ارتفاع  متر بالاتر از سطح دریا قرار گرفته است.